# Нафтохімічний синтез

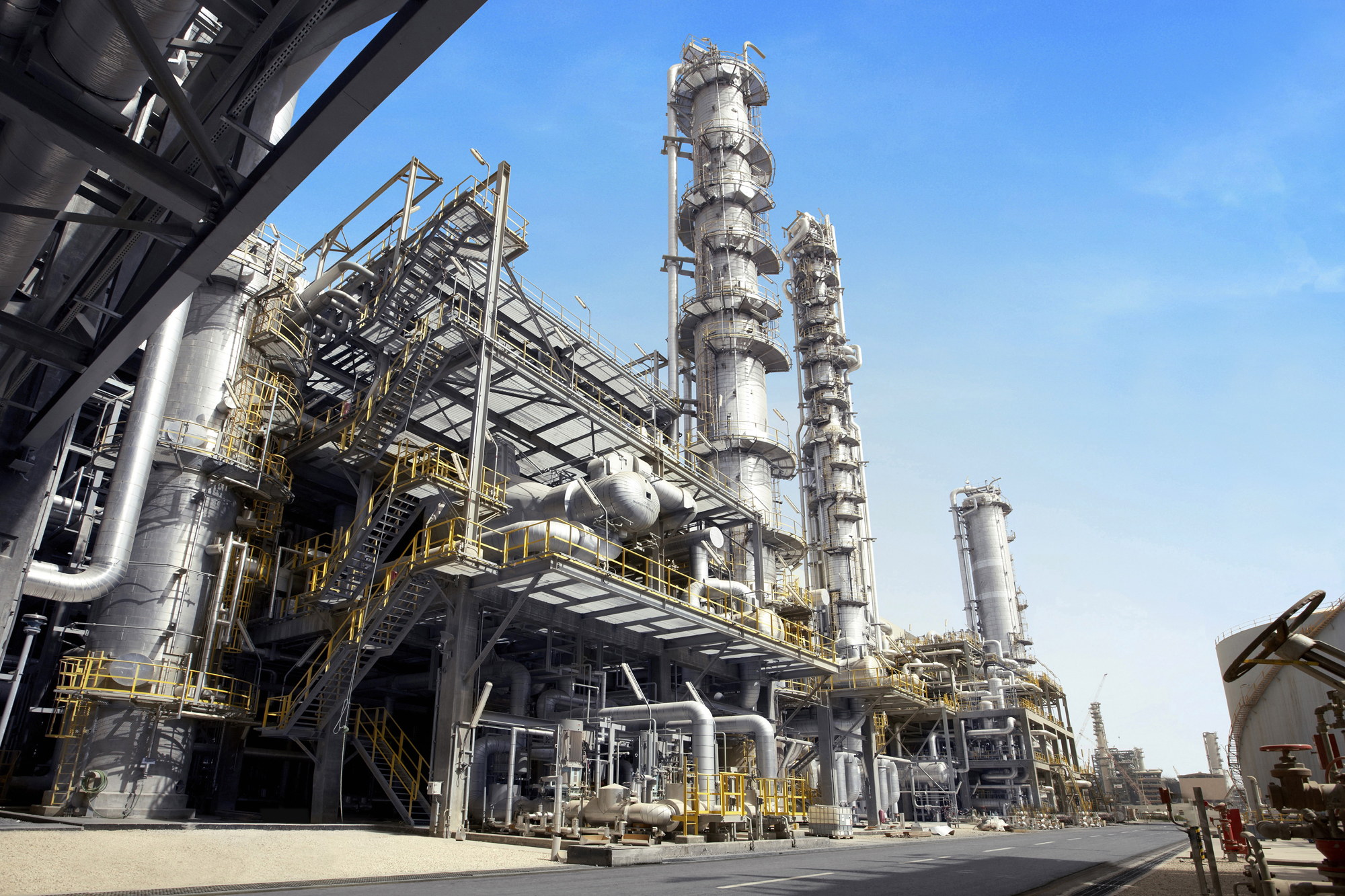
Нафтохімічний завод в Саудівській Аравії

Нафтохімічний синтез — отримання речовин з нафтопродуктів і вуглеводнів нафтових і природних газів шляхом їх хімічної переробки. Таким чином, хімічні сполуки, одержувані з нафти, відносять до продуктів нафтохімічного виробництва. Однак, деякі хімічні сполуки, які традиційно виділяють з нафти можна отримати і з інших видів сировини: викопного палива (вугілля, природний газ) або поновлюваних джерел (кукурудза або цукровий очерет). При цьому використовують процеси дегідрування, гідрування, алкілування, галагенування, полімеризації, конденсації, циклізації, окислення, нітрування, сульфування та інші.
Два найбільш поширених нафтохімічних класу: олефіни (у тому числі етилен і пропілен) і ароматичних вуглеводнів (включаючи бензол, толуол та ізомери ксилолу). НПЗ виробляють олефіни і ароматичні речовини в процесі флюїд-каталітичного крекінгу нафтових фракцій. Хімічні заводи виділяють олефіни з допомогою парового крекінгу з рідин, природного газу, наприклад, етану і пропану. Ароматичні з'єднання виготовляються методом каталітичного риформінгу нафти. Олефіни і ароматичні сполуки є «будівельними цеглинками» для широкого кола матеріалів, таких як розчинники, миючі засоби, а також клеї. Олефіни є основою для виробництва полімерів і олігомерів використовуються при виробництві пластмас, синтетичних смол, хімічних волокон, еластомерів, мастильних матеріалів і гелів.